# Gassendi (cráter)

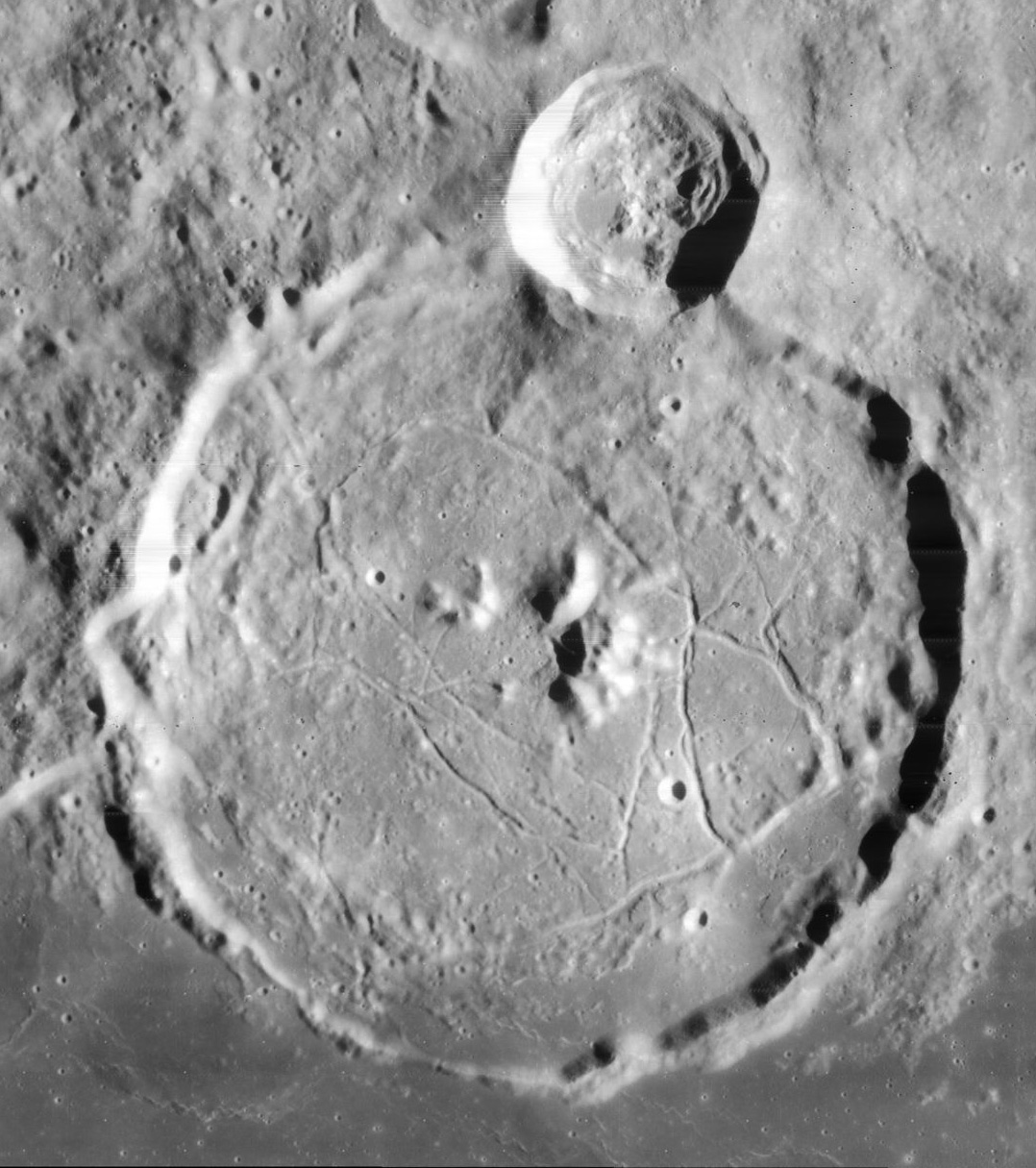
Fotografía de la misión Lunar Orbiter 4 (1967)

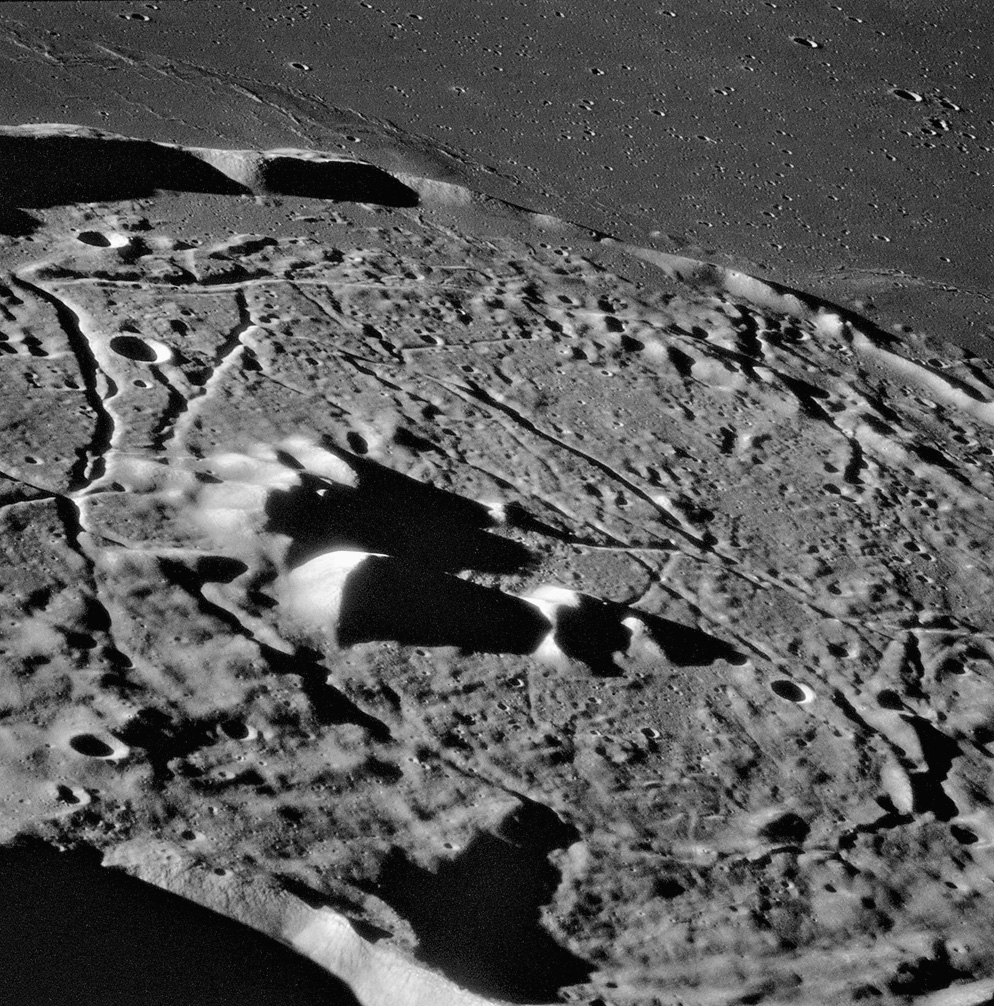
Fotografía de la misión Apolo 16

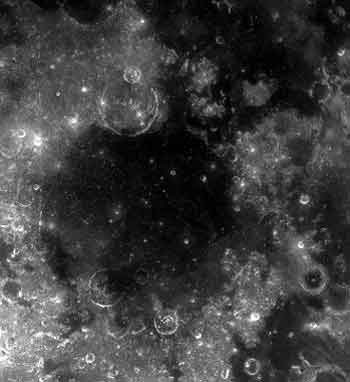
Mare Humorum. El gran cráter más al norte del mar lunar es Gassendi

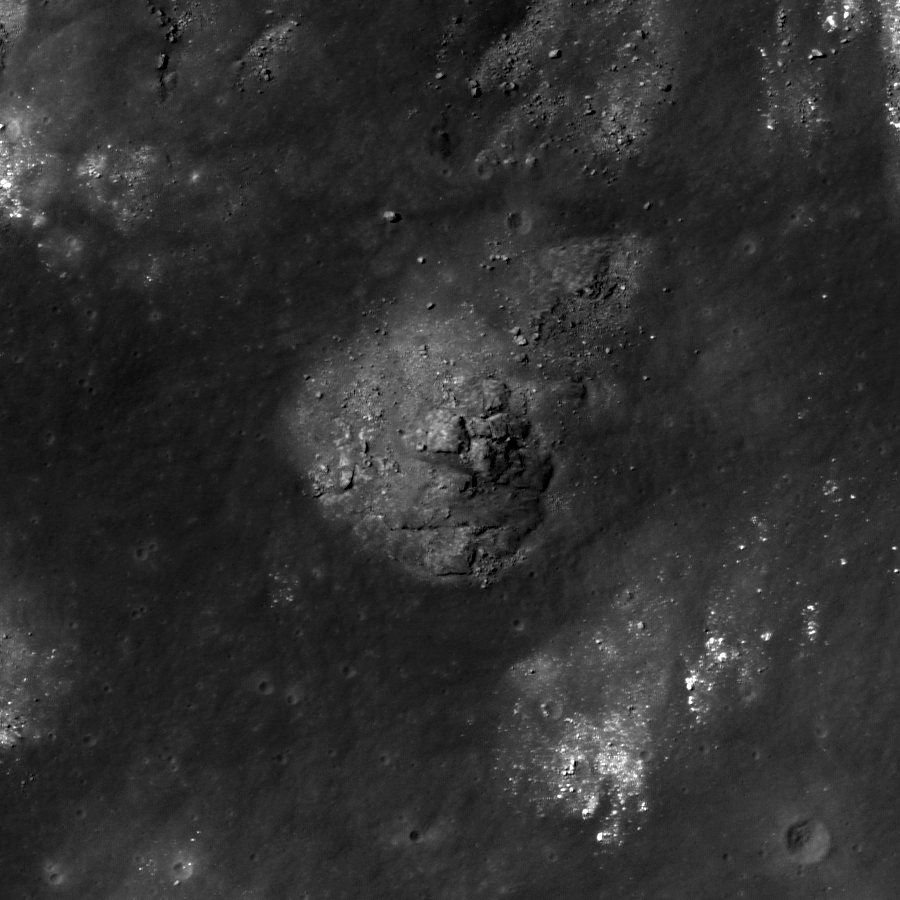
Suelo interior del cráter Gassendi A

Gassendi es una gran cráter de impacto lunar situado en el extremo norte del Mare Humorum. La formación fue inundada por la lava durante la formación del mar lunar, por lo que sólo el borde y los múltiples picos centrales permanecen por encima de la superficie. El borde exterior está desgastado y erosionado, aunque mantiene una forma generalmente circular. El pequeño cráter Gassendi A invade el borde norte, y se une a una elevación próxima a la parte noroeste de la planta. El par de cráteres tiene un curioso parecido con un anillo de diamantes.
|  |

## Descripción
En la parte sur del suelo del cráter aparece una formación en forma de cresta semicircular, concéntrica con el borde exterior. Es en la parte sur, donde el borde se sumerge bajo la lava, donde una brecha aparece en el punto más meridional. El borde varía en altura desde tan sólo 200 metros hasta un máximo de alrededor de 2,5 kilómetros por encima de la superficie. La planta tiene numerosos montículos y puntos escarpados. También existe un sistema de grietas que atraviesan el suelo, denominado Rimae Gassendi.
En algunos mapas lunares antiguos el cráter Gassendi A se denomina Clarkson, en memoria del astrónomo aficionado y selenógrafo británico Roland L T Clarkson, pero este nombre no es reconocido oficialmente por la UAI, y ha sido eliminado.
Gassendi fue considerado como un posible lugar de aterrizaje durante el programa Apolo, pero finalmente nunca fue seleccionado. Sin embargo, fue fotografiado en alta resolución por el Lunar Orbiter 5 por esta razón.

## Cráteres satélite
Por convención estos elementos son identificados en los mapas lunares poniendo la letra en el lado del punto medio del cráter que está más cerca de Gassendi.
|          | \| Gassendi \| Coordenadas \| Diámetro \| \| -------- \| -------------------------------- \| -------- \| \| A \| 15°33′S 39°48′O / -15.55, -39.80 \| 32 km \| \| B \| 14°40′S 40°38′O / -14.66, -40.64 \| 25 km \| \| E \| 18°27′S 43°38′O / -18.45, -43.63 \| 7 km \| \| F \| 15°02′S 45°01′O / -15.03, -45.02 \| 8 km \| \| G \| 16°45′S 44°40′O / -16.75, -44.67 \| 7 km \| \| J \| 21°37′S 37°06′O / -21.62, -37.10 \| 9 km \| \| K \| 18°47′S 43°44′O / -18.78, -43.74 \| 6 km \| \| L \| 20°23′S 41°47′O / -20.39, -41.79 \| 5 km \| \| M \| 18°37′S 39°09′O / -18.61, -39.15 \| 3 km \| \| N \| 18°04′S 39°19′O / -18.07, -39.32 \| 4 km \| \| O \| 21°58′S 35°08′O / -21.96, -35.13 \| 10 km \| \| P \| 17°17′S 40°45′O / -17.29, -40.75 \| 2 km \| \| R \| 21°56′S 37°51′O / -21.94, -37.85 \| 4 km \| \| T \| 19°03′S 35°26′O / -19.05, -35.44 \| 10 km \| \| W \| 17°40′S 43°44′O / -17.66, -43.73 \| 6 km \| \| Y \| 20°55′S 38°31′O / -20.91, -38.51 \| 5 km \| |          |
| Gassendi | Coordenadas | Diámetro |
| A        | 15°33′S 39°48′O / -15.55, -39.80 | 32 km    |
| B        | 14°40′S 40°38′O / -14.66, -40.64 | 25 km    |
| E        | 18°27′S 43°38′O / -18.45, -43.63 | 7 km     |
| F        | 15°02′S 45°01′O / -15.03, -45.02 | 8 km     |
| G        | 16°45′S 44°40′O / -16.75, -44.67 | 7 km     |
| J        | 21°37′S 37°06′O / -21.62, -37.10 | 9 km     |
| K        | 18°47′S 43°44′O / -18.78, -43.74 | 6 km     |
| L        | 20°23′S 41°47′O / -20.39, -41.79 | 5 km     |
| M        | 18°37′S 39°09′O / -18.61, -39.15 | 3 km     |
| N        | 18°04′S 39°19′O / -18.07, -39.32 | 4 km     |
| O        | 21°58′S 35°08′O / -21.96, -35.13 | 10 km    |
| P        | 17°17′S 40°45′O / -17.29, -40.75 | 2 km     |
| R        | 21°56′S 37°51′O / -21.94, -37.85 | 4 km     |
| T        | 19°03′S 35°26′O / -19.05, -35.44 | 10 km    |
| W        | 17°40′S 43°44′O / -17.66, -43.73 | 6 km     |
| Y        | 20°55′S 38°31′O / -20.91, -38.51 | 5 km     |

Debido a su sistema de marcas radiales, Gassendi A está asignado como parte del Periodo Copernicano.
|  |  |